# Harouna Dembélé
Harouna Dembélé (Bobo Dioulasso, geboortejaar onbekend) is een djembefola uit Burkina Faso.
Harouna Dembélé  speelt op veel traditionele instrumenten, zoals djembe, bara, bala en doundoun.

## Biografie
Harouna Dembélé is geboren in Bobo Dioulasso en stamt uit een jeli-familie. Met zijn vader en drie broers is hij naar Abidjan in Ivoorkust gegaan om daar op vele bruiloften, besnijdenissen en begrafenissen en ander gelegenheden te spelen. 
In 1994 werd hij leider van de groep 'Yelemba' in Abidjan. In Nantes is hij de leider van een groep met de naam Akeïko. In 2004 vormde hij in Parijs de groep 'Les Arts Mandinques'.
Af en toe bezoekt hij Nederland voor optredens en workshops.